# Championnat de Nouvelle-Zélande de football 2000
Navigation
Saison précédente Saison suivante
La saison 2000 du Championnat de Nouvelle-Zélande de football est la 31e édition du championnat de première division en Nouvelle-Zélande. Les dix meilleurs clubs du pays sont regroupés au sein d'une poule unique, la National Soccer League, où ils s'affrontent deux fois, à domicile et à l'extérieur. À l'issue de cette phase, les quatre premiers disputent la phase finale, jouée sous forme de tournoi à élimination directe tandis que le dernier de la phase régulière affronte les trois champions régionaux en barrage de promotion-relégation. 
C'est le club de Napier City Rovers AFC qui remporte le championnat après avoir battu en finale University-Mount Wellington. C'est le 4e titre de champion de Nouvelle-Zélande de l'histoire du club, qui réalise même le doublé en s'imposant en finale de la Coupe de Nouvelle-Zélande face à Central United FC.

## Les clubs participants
| - Waitakere City FC - University-Mount Wellington - Miramar Rangers - Central United FC - Metro FC | - Manawatu United - Napier City Rovers AFC - Dunedin Technical AFC - Christchurch City - Nelson Suburbs AFC |

## Compétition

### Première phase
Le barème utilisé pour établir le classement est le suivant :
- Victoire : 3 points
- Match nul : 1 point
- Défaite : 0 point

#### Groupe Nord
| Rang | Équipe                      | Pts | J  | G  | N | P  | Bp | Bc | Diff |
| ---- | --------------------------- | --- | -- | -- | - | -- | -- | -- | ---- |
| 1    | University-Mount Wellington | 39  | 18 | 11 | 4 | 3  | 35 | 22 | +13  |
| 2    | Napier City Rovers AFC (C)  | 35  | 18 | 9  | 4 | 5  | 37 | 20 | +17  |
| 3    | Dunedin Technical AFC       | 29  | 18 | 8  | 3 | 7  | 32 | 26 | +6   |
| 4    | Manawatu United             | 28  | 18 | 8  | 3 | 7  | 31 | 28 | +3   |
| 5    | Waitakere City FC           | 26  | 18 | 7  | 3 | 8  | 37 | 34 | +3   |
| 6    | Central United FC (T)       | 26  | 18 | 7  | 2 | 9  | 29 | 28 | +1   |
| 7    | Nelson Suburbs AFC          | 26  | 18 | 6  | 6 | 6  | 32 | 37 | -5   |
| 8    | Miramar Rangers AFC         | 24  | 18 | 6  | 5 | 7  | 28 | 33 | -5   |
| 9    | Christchurch City           | 19  | 18 | 4  | 6 | 8  | 23 | 35 | -12  |
| 10   | Metro FC                    | 18  | 18 | 5  | 2 | 11 | 23 | 44 | -21  |

|  | Participation à la phase finale                                       |
|  | Participation à la phase finale                                       |
|  | Relégation en championnat régional                                    |
|  | (T) : Tenant du titre (C) : Vainqueur de la Coupe de Nouvelle-Zélande |

- Nelson Suburbs AFC déclare forfait pour la saison prochaine et repart en championnat régional.

### Phase finale
|  | Demi-finales                | Demi-finales               |                                |          | Finale | Finale |
|  |                             |                            |                                |          |        |        |
|  | 27 août à Auckland          |                            |                                |          |        |        |
|  |                             |                            |                                |          |        |        |
|  | University-Mount Wellington | 3                          |                                |          |        |        |
|  | University-Mount Wellington | 3                          | 3 septembre à North Shore City |          |        |        |
|  | Manawatu United             | 0                          |                                |          |        |        |
|  | Manawatu United             | 0                          | University-Mount Wellington    | 0 (2)    |        |        |
|  | 27 et 31 août à Napier      |                            | University-Mount Wellington    | 0 (2)    |        |        |
|  |                             | Napier City Rovers AFC tab | 0 (4)                          |          |        |        |
|  | Napier City Rovers AFC      | Napier City Rovers AFC tab | 0 (4)                          | 2(5) • 3 |        |        |
|  | Napier City Rovers AFC      |                            |                                | 2(5) • 3 |        |        |
|  | Dunedin Technical AFC       | 2(4) • 0                   |                                |          |        |        |
|  | Dunedin Technical AFC       | 2(4) • 0                   |                                |          |        |        |

- Le match entre Napier City Rovers et Dunedin Technical, conclu sur un score de 2-2 et une séance de tirs au but remportée par Napier, doit être rejoué. En effet, selon les règles établies par la fédération néo-zélandaise en début de saison, en cas de match nul à la fin du temps réglementaire, une prolongation avec but en or est disputée. Or, l'équipe de Dunedin Technical a marqué la première lors de cette prolongation. Étant donné que l'arbitre de la rencontre n'était pas informé de cette règle (et qu'il a donc laissé se dérouler la partie jusqu'à la fin de la prolongation, permettant à Napier City d'égaliser), le résultat final est annulé et la partie est à rejouer.

## Bilan de la saison
| Championnat de Nouvelle-Zélande de football 2000                             |                                   |
| Champion                                                                     | Napier City Rovers AFC (4e titre) |
| Coupes et trophées                                                           |                                   |
| Vainqueur de la Coupe de Nouvelle-Zélande 2000                               | Napier City Rovers AFC            |
| Qualifications continentales                                                 |                                   |
| Coupe des champions d'Océanie 2001                                           | Napier City Rovers AFC            |
| Promotions et relégations                                                    |                                   |
| Promus en Championnat de Nouvelle-Zélande de football                        | Tauranga City United AFC          |
| Relégués en Championnat de Nouvelle-Zélande de football de deuxième division | Nelson Suburbs AFC                |